# Badischer Hof (Heidelberg)

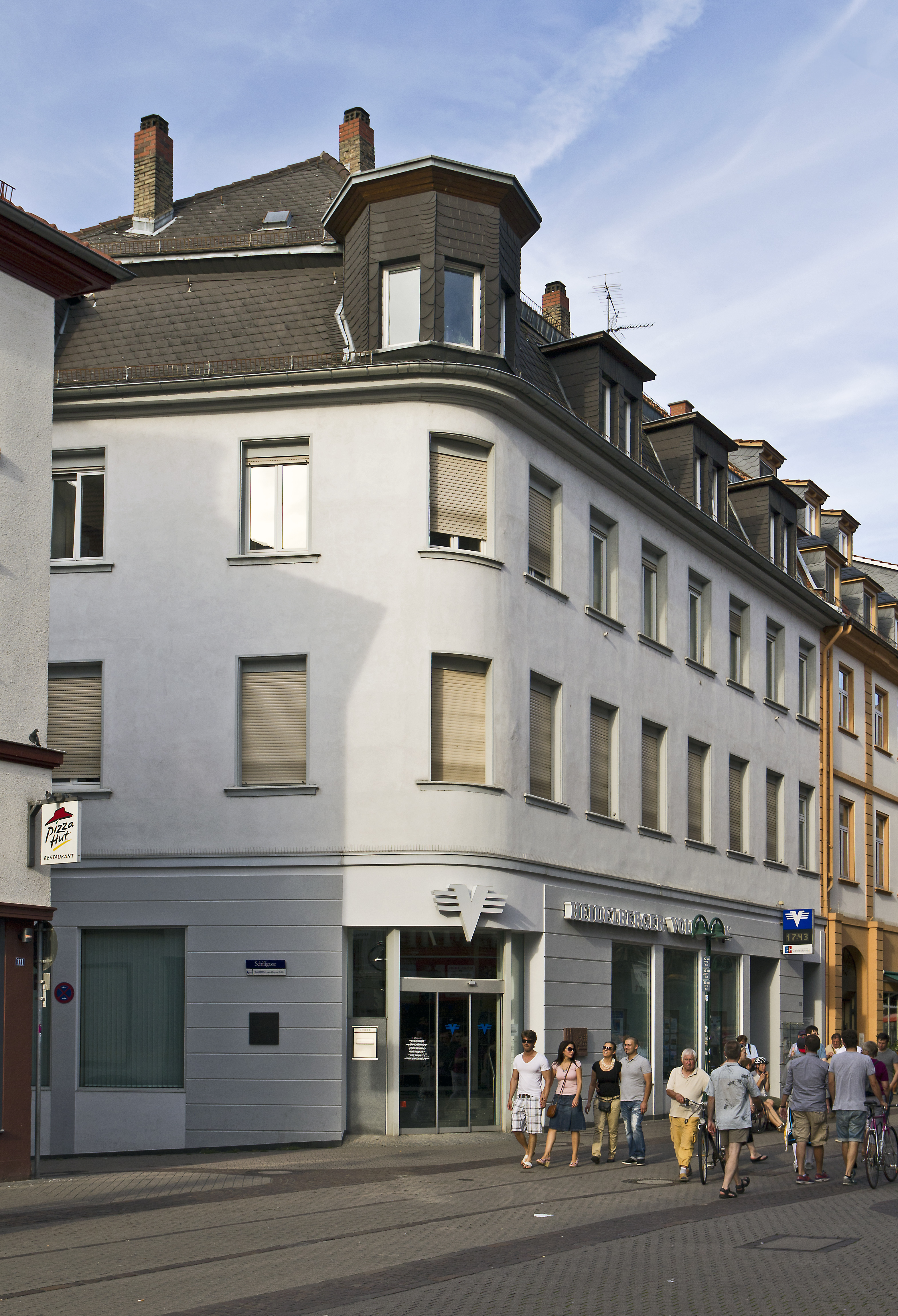
Badischer Hof im September 2011

Das ehemalige Hotel Badischer Hof wurde im Jahr 1780 eröffnet. Mit seiner zentralen Lage in der Heidelberger Hauptstraße 113 (Ecke Schiffgasse) galt es lange Zeit als das vornehmste Haus am Platz. Zu seinen illustren Gästen zählte unter anderem König Ludwig I. von Bayern.
Am 5. März 1848 tagte im Badischen Hof die Heidelberger Versammlung der 51, ein Meilenstein auf dem Weg zum ersten frei gewählten Parlament Deutschlands in der Frankfurter Paulskirche.
Nach der Schließung des Hotels wurde es 1894 in drei Gebäude aufgeteilt. Nr. 113 beherbergt inzwischen die Heidelberger Volksbank. Nr. 113a und 115 stehen unter Denkmalschutz.